# Pseudocalliergon
Pseudocalliergon es un género de musgos hepáticas perteneciente a la familia Amblystegiaceae. Comprende 6 especies descritas y de estas, solo 5 aceptadas:

## Taxonomía
El género fue descrito por (Limpr.) Loeske y publicado en Hedwigia 46(5): 311. 1907.

## Especies aceptadas
A continuación se brinda un listado de las especies del género Pseudocalliergon aceptadas hasta junio de 2013, ordenadas alfabéticamente. Para cada una se indica el nombre binomial seguido del autor, abreviado según las convenciones y usos.
- Pseudocalliergon angustifolium Hedenas
- Pseudocalliergon brevifolium (Lindb.) Hedenas
- Pseudocalliergon lycopodioides (Brid.) Hedenas
- Pseudocalliergon trifarium (F. Weber & D. Mohr) Loeske
- Pseudocalliergon turgescens (T. Jensen) Loeske